# Гери (Чад)
Гери (фр. Guéri) — деревня и супрефектура в Чаде, расположенная на территории региона Ваддай. Входит в состав департамента Уара.

## Географическое положение
Деревня находится в восточной части Чада, к северу от вади Диорбаи, на высоте 532 метров над уровнем моря.
Гери расположен на расстоянии приблизительно 660 километров к востоку-северо-востоку (ENE) от столицы страны Нджамены.

## Население
По данным официальной переписи 2009 года численность населения Гери составляла 19 465 человек (9396 мужчин и 10 069 женщин). Население супрефектуры по возрастному диапазону распределилось следующим образом: 51,6 % — жители младше 15 лет, 42,8 % — между 15 и 59 годами и 5,6 % — в возрасте 60 лет и старше.

## Транспорт
Ближайший аэропорт расположен в городе Абеше.